# ファーガソン (企業)
ファーガソン（英: Ferguson plc）は、アメリカ合衆国を中心に、住宅や企業・公共団体向けの配管や暖房関連機器の卸売を行う株式会社。本拠はイギリス・バークシャー州のウォーキンガムにあり、登記上の本店はジャージーにある。ニューヨーク証券取引所、ロンドン証券取引所上場企業（NYSE: FERG、LSE: FERG）。

## 沿革

### ウーズレーとしての展開
1887年、オーストラリア・ニューサウスウェールズ州で牧羊業を営み、発明家であったフレデリック・ウーズレー（Frederick Wolseley）が、自らの発明した羊毛刈取機の製造を事業化したウーズレー羊毛刈取機械会社（The Wolseley Sheep Shearing Machine Company Limited）をシドニーで設立したことに起源を有する。当時の卓越したビジネスマンであったウーズレーは、羊毛刈取機の需要が季節波動の大きいことを前提に、初めから事業の多角化に乗り出し、1889年にイギリス・バーミンガムに会社を移転しウーズレー・エンジニアリング・リミテッド（Wolseley Engineering Limited）を設立、1894年に健康上の理由でウーズレーは一線を退くが、同社に勤務していたハーバート・オースチンが中心となり1896年に最初の自動車を製造、100台ほどを製造したのち自動車部門はビッカーズに売却されるが、その後ウーズレーの名を冠した自動車は大衆的な人気を博するに至った。
以降、農業機械と電気柵の製造を中心としていたが、1960年にNu-Way Heatingを買収し、1965年にはGranville Controls and Yorkshire Heating Suppliesを買収、配管・暖房配水器具メーカーとして成長する下地となった。1982年にアメリカ東海岸の配管ディストリビューターであるFerguson Enterprises Inc.を傘下におさめることでアメリカ事業に進出、イギリス・アメリカ両国での買収が続いたのち、1992年にフランスの配管業者であるBrossetteの買収を皮切りに大陸ヨーロッパ地域に進出した。2000年に配管・資材以外の事業をCinvenに売却する一方、2002年にオランダのセントラルヒーティング業者であるWascoを、2003年にスイスの配管業者であるToblerをそれぞれ買収し傘下企業とした。2011年にBrossetteをサンゴバンに売却するが、 2012年にニューヨーク拠点の配管業者であるDavis & Warshow Inc.を買収し、Ferguson Enterprisesと併合した。2016年3月に傘下としていたフランスの建築資材メーカーBois&Matériauxを売却した。

### ファーガソンへの社名変更
今日、グループとしての最大の市場は、ファーガソン（Ferguson）のブランド名で事業を展開するアメリカとなり、住宅向け配管事業のアメリカ最大手に成長、イギリス事業の4倍以上の収益をあげるに至っている。2017年7月31日、グループ名をウーズレーplcからファーガソンplc（Ferguson plc）へと変更、傘下にファーガソンInc.（Ferguson Enterprises Inc.）などの子会社を置く形態となった。2018年3月、アメリカのローン・スター・ファンドに、デンマークの子会社Stark Group A/Sを売却した。
2021年にイギリス事業の売却を発表、事実上北米のみで事業を行う企業となったことから2022年にメインの上場をニューヨーク証券取引所に移した。
アメリカのほかカナダで事業を展開する。分野としては住宅向けが半数近くを占めている。
運営ブランド
- Ferguson（アメリカ合衆国）
- Wolseley Canada（カナダ）